# Катедер-социализм
Катедер-социализм (нем. Kathedersozialismus, от нем. Katheder — кафедра) — течение в истории экономической мысли. Возникло в среде консервативных экономистов как ответ на распространение социал-демократического движения и марксизма.
Термин предложен немецким экономистом Генрихом Бернгардом Оппенгеймом (1819—1880). Большинство представителей катедер-социализма занимали профессорские кафедры университетов. Формально последователи катедер-социализма были объединены в германские «Союз социальной политики» (1872—1938) и «Общество экономической и социальной науки» (1947—1948). К крупнейшим представителям катедер-социализма относят Л. Брентано, А. Вагнера (в 1877 г. вышел из «Союза»), Г. фон Шмоллера, В. Зомбарта, А. Шеффле (никогда не состоял в «Союзе»). Общим у всех этих учёных являлось признание необходимости вмешательства государства в экономику в форме своеобразного «государственного социализма» (по сути — государственного капитализма). Относительно свободы торговли среди лидеров катедер-социализма существовали разногласия — одни проповедовали фритредерство; другие — протекционизм.